# Schlacht bei Fimreite
Die Schlacht bei Fimreite 1184 wird als eine der drei geschichtsträchtigsten Schlachten der norwegischen mittelalterlichen Geschichte angesehen. Die beiden anderen waren Harald Hårfagres Schlacht am Hafrsfjord und die Schlacht Olavs des Heiligen gegen seinen Widersacher Sven bei Nesjar am Oslofjord, die ihm als erstem König die Alleinherrschaft über ganz Norwegen brachte.

## Die Quelle
Die Schlacht bei Fimreite ist ausführlich in der Saga von Sverre (Sverris saga) geschildert. Sie wurde zu Lebzeiten Sverris von dem Abt des isländischen Þingeyrarklosters Karl Jónsson verfasst, der sich von 1185 bis 1188/1189 in Norwegen aufhielt. Sverre nahm also Einfluss auf den Inhalt der Saga, jedenfalls bis 1188. Danach begann der Konflikt zwischen Sverre und der Kirche und Karl amtierte wieder als Abt im Kloster Þingeyrar. Die Forschung vermutet aber, dass er noch einmal von 1203 bis 1207 in Norwegen war. Ob Karl allein die Saga verfasst hat oder ob später andere sie überarbeitet haben, lässt sich nicht sagen.
Es handelt sich um die einzige Quelle aus der Zeit König Sverres. Sie wird von der Forschung im Wesentlichen für glaubwürdig gehalten, da König Sverre nicht nur positiv beurteilt wird, sondern auch seine Fehlentscheidung beim Bau des Schiffes Maríusúð beschrieben wird, es nach Fertigstellung in der Mitte auseinanderzuschneiden und um sechs Meter zu verlängern. Eine genauere Erörterung erfolgt im Artikel über die Sverris saga.

## Vorgeschichte
Die Schlacht bei Fimreite war Bestandteil des Bürgerkrieges zwischen der Königsmacht, vertreten durch König Magnus, und den Birkebeinern unter der Leitung von Sverre. Vorangegangen waren die beiden Schlachten von Kalvskinn 1179 und von Ilevollen 1180, beide bei Trondheim, sodann 1181 eine Seeschlacht bei Bergen, die alle drei für Sverre siegreich verlaufen waren. Nach dem Seekampf vor Bergen im Jahre 1181 musste Magnus nach Dänemark ausweichen. Gleichwohl war Sverre im Ganzen gesehen dem König noch unterlegen, sowohl was seine Truppenstärke anbelangte, als auch in Bezug auf den Rückhalt im Lande und bei der Kirche, die Magnus für den legitimen König von Gottes Gnaden hielt. Sverres Schwäche war seine geringe Seestreitmacht. 1182/1183 ließ er daher eine Flotte bauen. Dabei war sein Schiff, die „Maríusúð“, das größte Schiff, ein Zweiunddreißigsitzer. Die meisten Schiffe waren Zwanzig- und Fünfundzwanzigsitzer. Im Frühjahr 1184 besaß er eine ansehnliche Flotte mit der „Maríusúð“ mit 320 Mann Besatzung an der Spitze. Das Besondere an diesen Schiffen war, dass sie besonders hochbordig waren, jedenfalls mit höherem Deck als üblich, so dass sie in der Regel feindliche Schiffe von oben her angreifen konnten, sie selbst aber nur schwer zu entern waren.
Sverre wähnte König Magnus noch in Dänemark, und er zog im Juni 1184 auf eine Strafexpedition in den Sognefjord, weil die dortigen Bauern sich gegen ihn erhoben hatten. Als er im April von Nidaros abfuhr, verfügte er über 23 Schiffe, von denen er drei nach Bergen abkommandierte. Er rechnete offenbar mit erheblichem Widerstand und nahm deshalb an, 20 Schiffe für die Strafexpedition zu benötigen. Die Bewohner am Sognefjord hatten nominell 16 Fünfundzwanzigsitzer als Leidangsschiffe. Im Juni lief er in den Sognefjord ein. Am 4. April 1184 brach König Magnus aus Dänemark mit einer Flotte von 26 Schiffen auf und kam am 29. April nach Tønsberg. Von da fuhr er nach Lista und musste dort eine Woche auf günstigen Wind zur Weiterfahrt warten. Als er dann nach Karmsund kam, erfuhr er von der Fahrt Sverres. Er segelte sofort weiter und kam am 15. Juni in den Sognefjord, wo er den genauen Standort Sverres erfuhr. Er fuhr dann weiter in den Fjord zum heutigen Sogndalsfjord, ein kleiner Fjordarm, der weit im Inneren des Sognefjordes von diesem nach Norden hin abzweigt. Dort lag Sverres Flotte. Diese wurde offensichtlich vom Auftauchen der Flotte des Königs überrascht. Die sichere Annahme, der König befinde sich in Dänemark, hatte zur Vernachlässigung der Späherdienste geführt.

## Der Schlachtverlauf

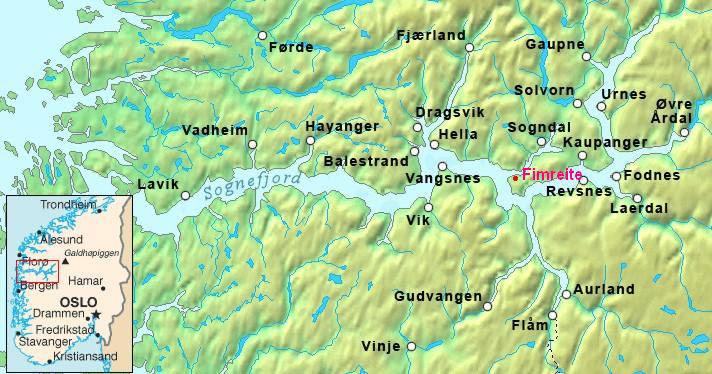
Der Ort Fimreite im Sognefjord

Die Schlacht begann am 15. Juni Nachmittags und war bei Sonnenuntergang, also etwa um 21 Uhr entschieden. Die Hauptrolle in der Schlacht spielten zwei Männer, die das Oberkommando über die jeweilige Flotte führten. Auf der Maríusúð war es Tord Finngeirsbror, und auf dem Schiff des Königs Magnus, einem Sechsundzwanzigsitzer, war es Orm Kongsbror. Tord verfügte über eine ungefähr 15-jährige Seekampferfahrung. Die Mannschaft Sverres war der Mannschaft von König Magnus weit unterlegen. Sverre hatte drei Schiffe nach Bergen geschickt, manche Schiffe waren mit vielen Kämpfern nach Sogndal zur Strafexpedition unterwegs. Als die Schlacht begann, hatte Sverre nur 12 Schiffe mit unzureichender Mannschaft zur Verfügung. Während der Schlacht stießen noch zwei seiner Schiffe aus Sogndal hinzu. Als die Birkebeiner die feindlichen Schiffe kommen sahen, bereiteten sie sich, da es keinen Ausweg gab, in aller Eile auf die Schlacht vor. Die Schiffsschanzen wurden aufgerichtet und Steine von Land an Bord gebracht. Dann wurden die Schiffe mit dem Heck rechtwinklig zum Ufer gedreht und zum Abrudern bereit gemacht. 
Tord und Sverre wichen von der üblichen Kampfformation ab, indem sie ihre Schiffe wider alle Regeln nicht am Steven zusammenbanden, sondern einzeln fahren ließen; denn sie erhofften sich davon einen höheren Nutzen von ihren hohen Schanzen im Einsatz. Außerdem waren ihre Mannen besser ausgebildet als die wehrpflichtigen Männer auf den Schiffen des Königs, die ja hauptsächlich Bauern waren. Diese neue Taktik, die Schiffe nicht zusammenzubinden, war die Maßnahme, die schließlich zum Sieg führte.
Auf der Seite des Königs Magnus und seines Admirals Orm hatte man eine ganz andere Strategie. Man war in der Überzahl und hatte die Initiative. Aus ihrer Sicht war Sverre zwischen Land und ihrer Flotte eingeklemmt. Der König blickte nur auf das Schiff Maríusúð. Sein Motto lautete: Haben wir Maríusúð, so stellen die anderen Schiffe kein Problem mehr dar. Orm dachte aus rein militärischer Sicht anders: Er wollte erst gegen die kleineren Schiffe vorgehen, um die Verteidigung der Maríusúð zu schwächen, während es schwierig sein würde, die Maríusúð zu erobern, so lange noch die anderen Schiffe ihr zu Hilfe eilen konnten. Der König setzte sich durch. Alle Schiffe wurden wie üblich zusammengebunden, das Königsschiff am Ende und der Südküste am nächsten. Sie banden sie eng zusammen, und es wurde nur an den Außenwänden der äußeren Schiffe gerudert. Als die Schiffsformationen gegeneinander ruderten, wurde der Kampf seitens der Schiffe von Magnus mit einem Pfeilregen eröffnet, der aber weitestgehend von den Schilden abgefangen wurde. Die Maríusúð war noch dabei, gegen den Feind zu wenden, als die Schiffe schon zusammenprallten. Mehrere Schiffe des Königs Magnus prallten gegen die Breitseite der Maríusúð. Sverres Flotte war noch gefährlich dicht am Ufer, und noch hinter der Maríusúð, die nun parallel zum Ufer zwischen Sverres Flotte und den Schiffen des Königs lag. Sverrir sprang mit einem Mann in ein Boot und ruderte zu den übrigen Schiffen und forderte sie auf, um die Maríusúð herumzuruderen und in den Kampf einzugreifen. Er ruderte zwischen seinen Schiffen und wies ihnen die Kampfplätze an. Dann ruderte er zu seinem Schiff zurück, konnte aber wegen des Stein- und Pfeilhagels nicht an Bord kommen. So ruderte er ans Land. Auch zwei weitere Schiffe fuhren an Land und luden Steine auf, die sie zur Maríusúð brachten. An die 14 Schiffe sollen mit ihrem Steven auf die Breitseite der Maríusúð gerichtet gewesen sein. Aber es blieb bei den Fernwaffen. Zur Enterung kam es aber nicht, da sie über den Steven ihres Schiffes nicht auf die Maríusúð gelangen konnten.
Während dieser Kampfhandlungen ruderten die 13 übrigen Schiffe, die zwischen der Maríusúð und dem Lande lagen, um die Maríusúð herum. Sie begaben sich zu den übrigen kleineren Schiffen des Königs, die weiter weg lagen. Eines legte sich mit seiner wesentlich höheren Bordkante an das äußerste der zusammengebundenen Schiffe, und es gelang den Birkebeinern, dieses zu entern. Nach heftigem Widerstand wich die Schiffsbesatzung zurück auf das ihnen benachbarte Schiff. Diese Fluchtbewegung schwächte dort die Verteidigung, so dass eine allgemeine Flucht von einem Schiff auf das nächste die Folge war. Am Ende der Kette lagen die größten Schiffe des Königs, die dann auf Grund des Gewichts der Flüchtlinge sanken. Daraufhin sprangen auch die Leute des Königsschiffs über Bord, weil es dem Land am nächsten lag, und suchten das Ufer schwimmend zu erreichen. König Magnus sprang ebenfalls über Bord, wurde dann aber erschlagen.

## Bedeutung der Schlacht
Mit diesem Sieg und dem Tod des Königs Magnus setzte sich Sverre endgültig gegen die bisherige Königsmacht durch und wurde nunmehr Alleinherrscher über Norwegen. Der Bürgerkrieg war damit zwar noch nicht völlig beendet, denn es folgten die Kämpfe gegen die Kuvlunge und die Baglerkriege. Aber diese Auseinandersetzungen hatten nicht mehr die entscheidende Bedeutung für die Einheit Norwegens, wie diese Schlacht. Sverre gelang es in der Folgezeit, die alte Oberschicht aus ihren Ämtern zu verdrängen und durch seine Gefolgsleute zu ersetzen. Diese war aus einem disziplinierten Heer hervorgegangen, so dass mit ihm die Entwicklung zu einem straff organisierten Staat einsetzte.
Ein Gedenkstein in Nornes bei Sogndal erinnert an diese Schlacht.